# Šiprage
Šiprage su naseljeno mjesto u općini Kotor Varoš, Republika Srpska, Bosna i Hercegovina.
Nalazi se na rijeci Vrbanji, pritoci Vrbasa.

## Ime
Suvremeno ime mjesto je dobilo po begovskoj obitelji Šipraga. Nije poznato jesu li njihovi preci (barem dio njih) autohtono stanovništvo ili su se preselili s nekog mjesta na ovo područje i pokrili prostorno široko i dugačko imanje u dolini rijeke Vrbanje i njezinih pritoka. Prema usmenim izlaganjima i katastarskim zapisima, Pougarje) (obronci Vlašića u dolini rijeke Ugar bila je polazište za njihovo širenje.

## Zemljopisni položaj
Šiprage su na sjeveroistoku Banja Luke (oko 60 km) i Kotor-Varoša (30 km), a središte je istoimene mjesne zajednice. Nalaze se u izduljenoj dolini između nekoliko planinskih padina: sjeveroistočno je Šipraško brdo (Vrh Glavić, 950 m), južno je Jasik (769 m), jugoistočno kompleks Šajinovina - Stražbenica (848 m), zapadno Radohova (vrh Kape, 950 m) i sjeverozapadno Borčići (799 m) s Hrastikom.
Naselje, uz Vrbanju i njene pritoke, dugo je oko tri, a široko oko dva kilometra. Postoji obilje izvora pitke vode, od kojih je jedan (uz Crkvenicu) iskorišten za opskrbu lokalne vodovodne mreže. U samom mjestu u Vrbanju utječu Musić potok, Crkvenica, Bakin potok (desno), a Ćorkovac, Zagradinski potok i Demićka (s lijeve strane).

## Klima
Šiprage imaju umjerenu kontinentalnu klimu, s obično četiri godišnja doba: proljeće, ljeto, jesen i zima.

## Priroda i ekologija
U šipraškoj dolini i na okolnim padinama, uz Vrbanju i njene pritoke, protežu se površine obradivog zemljišta, a uz visove su pojsevi pašnjaka i mješovite bjelogorične i crnogorične šume koje su obilježene hrastom, bukvom i grabom, odnosno smrčom (lokalizam:  „omarika“), jelom i  borom (bijelim i crnim)[neaktivna poveznica].  U ovim ekosustavima i planinskim livadama obitava krupna i sitna divljač (medvjed,  divlja svinja, vuk, lisica, zec, srna, jazavac, kuna,  lasica, jež i ostale vrste životinja koje se sreću u srednjebosanskim šumskim sastojinama. Pašnjake i porječja također pokrivaju životne zajednice pripadajuće vegetacijske zone.
Već uzvodno od Obodnika, sve do Tomine luke u njenom gornjem toku,  sliv Vrbanje pripada salmonidnim vodama. Međutim, lipljan (lokalno: lipen), a sada i potočna pastrva postepeno iščezavaju. Lipen je potpuno nestao sedamdesetih godina XX. stoljeća, a opstanak pastrve ugrožavaju brojni prirodni i antropogeni čimbenici. To se osobito odnosi na ekstremno bujičarenje 2000-tih i neracionalno izlovljavanje te zagađivanje muljem i sekundarnim nusproizvodima eksploatacije šumskog blaga. Osiromašivanje ribljeg fonda se (s upitnim uspjehom) pokušava nadomjestiti redovnim poribljavanjem, koje pak dovodi u pitanje autohtonost lokalnih populacija, čak i u izvorišnim tokovima Vrbanje i njenih pritoka.

## Povijest
Arheološka istraživanja dokazuju da je na ovom lokalitetu postojalo rimsko naselje (još u VI. stoljeću; vjerojatno i prije), a sedreni stećci svjedoče o bogumilskoj naseobini (najkasnije) iz 12. stoljeća. Stećci su bili pri ušću pritoke Crkvenice u Vrbanju (uz sāme obale rijeka). Pedesetih i šezdestih godina XX. stoljeća, izrezani su i ugrađeni (moguće je – zbog vjerovanja u legendu o njihovoj "čudotvornosti") u zidove okolnih kuća ili drugih objekata. Jedan od najbolje sačuvanih stećaka danas je potopljen u koritu Vrbanje, neposredno uz primarnu lokaciju.
Malo onih stanovnika današnjih Šipraga koji se sjećaju da je prvi val europizacije i intenzivnijeg razvoja stigao prilikom obimnih radova na izgradnji uskotrčne željezničke pruge ("štreke"). Primarna namjera austrijskih vlasti je bila da, uz posredovanje Zemaljske vlade u BiH, intenzivira eksploataciju šumskog blaga i ostalih prirodnih resursa. Pruga je dolazla iz Kotor-Varoša, a na području Šipraga se račvala u nekoliko pravaca. Uz Demićku je išla do pod Dunića stijena (825 m n/v), a uz Crkvenicu do Griča (823 m n/v).  Od Kruševa Brda su išla dva kraka:  uz Vrbanjiu i Bobovicu. Trasa uz Bobovicu, od Čudnića je vodila je do "Čekrka", pa između Palike i Pašinca do Srebrenog (prema Meokrnju),  tj. do ušća potoka Krna (921 m n/v). Zatim je – nakon transporta lokomotive (pomoću "čekrka", u klancu išmeđu Šepirica i Jasena) – vodila do Riječica (1300 m n/v). Odvojak uz Vrbanju je prolazio iznad Kilavca do Tomine luke.
Na trasam demontiranih pruga, kasnije su (lakše) izgrađene lokalne ceste za mnoga šipraška sela.
Tijekom II. svjetskog rata, Šiprage su bile snažno uporište i utočište više partizanskih jedinica, uključujući i 12. divizijsku bolnicu (u klisuri Dèmićke). I na području Šipraga je (na samom početku rata) bilo nekoliko lokalnih partizanskih odreda koji su se kasnije uključili u dolazeće veće postrojbe. Iako je ovo mjesto bilo i ostalo van značajnijih prometnica, više puta je bombardirano, uz napade njemačko-četničkih i samostalnih četničkih snaga (pa i „Dražinih četnika“, 1944.).
Duboka riječna klisura na obroncima Brestovače (između selâ Zlovarići i Dunići, tj. Dunića stijena   Arhivirana inačica izvorne stranice od 3. ožujka 2016. (Wayback Machine)) bila je teško uočljiva za njemačko zrakoplovstvo. Kasnije se ispostavilo da ni neprijateljske snage nisu imale precizne obavijesti o njenoj lokaciji. Zbog učestalih zrakoplovnih napada, predostrožnosti radi, Bolnica je (04.   siječnja 1944.) premještena u okolna sela i dalje (prema Korićanima). Tada je oko 600 ranjenika i bolesnika prebačeno u sela Stopan i Loziće, a zatim u Palvuk, Čudnić i Kruševo Brdo. Nakon prolaska tzv. 6. neprijateljske ofenzive, za desetak dana (15.  siječnja 1944.), vraća se ponovno u Šiprage[][][]. Preminuli ranjenici i drugi bolesnici su kasnije, iz primarnih grobnica (u šumi), premješteni u zajedničko Partizansko groblje u Šipragama (lokalitet: Zagradine ).
U proteklom ratu (1992. – 1995.), srpske (para)vojne snage su ekstremno devastirale okolna bošnjačka sela (neka „do temelja“), osobito ona uzvodno uz Vrbanju do Kruševa Brda, kao i sva nesrpska (bošnjačka i hrvatska) sela nizvodno do Banje Luke[]   Arhivirana inačica izvorne stranice od 26. prosinca 2015. (Wayback Machine)  Arhivirana inačica izvorne stranice od 26. prosinca 2015. (Wayback Machine)[]. Lokalno stanovništvo je ubijano, a glavnina je protjerana.
Jedan od 18 zatvora-logora za nesrpsko stanovništvo općine Kotor Varoš, nalazio se u prostorijama MUP-a Šiprage.
Nakon 1996., većina šipraških (bošnjačkih) sela je djelomično obnovljena, zahvaljujući Vladi i vojnicima Luksemburga, tj. Bataljonu BELUGA (skr. od: Belgium – Luxembourg – Greece – Austria; u okviru IFOR-a/SFOR-a. Obnovljena je i jedina (u MZ Šiprage) džamija. U toku rata (1992. – 1995.), u centru naselja, zgrađena je prva pravoslavna crkva (na lokaciji bivše „šumarske kuće“ i bivšeg sjedišta lokalne administracije).

### Poratna diskriminacija
Kao i u ostalim školama RS-a, nakon rata, lokalne škole, sve do 2019/2020 školske godine nisu Bošnjacima omogućile Ustavno pravo na nastavu na bošnjačkom jeziku.

## Stanovništvo
- 1931. i 1953.: Općina Šiprage.[20]

♦ Područje Šipraga

### Popisi 1971. – 1991.
| Šiprage            |              |              |              |
| Godina popisa      | 1991.        | 1981.        | 1971.        |
| Muslimani          | 745 (78,25%) | 711 (60,10%) | 422 (51,33%) |
| Srbi               | 168 (17,64%) | 320 (27,04%) | 370 (45,01%) |
| Hrvati             | 1 (0,10%)    | 6 (0,50%)    | 0            |
| Jugoslaveni        | 32 (3,36%)   | 136 (11,49%) | 21 (2,55%)   |
| ostali i nepoznato | 6 (0,63%)    | 10 (0,84%)   | 9 (1,09%)    |
| Ukupno             | 952          | 1.183        | 822          |

### Popis 2013.
| Šiprage            |              |
| godina popisa      | 2013.        |
| Bošnjaci           | 577 (83,38%) |
| Srbi               | 106 (15,32%) |
| Hrvati             | 0            |
| ostali i nepoznato | 9 (1,30%)    |
| ukupno             | 692          |

## Općina Šiprage 1931.*
- Općina Šiprage obuhvatala je okolna naselja, uključujući Imljane i Petrovo Polje,[22]

### Popis 1921.

#### Religijska pripadnost
| Popisno područje | Muslimani | Pravoslavci | Rimokatolici | "Englezi" | Ukupno |
| Prisočka         | 675       | –           | 8            | –         | 683    |
| Radohovo*        | 270       | 42          | 1            | 3         | 316    |
| Ukupno           | 945       | 42          | 9            | 3         | 999    |

- Službeni naziv popisnog područja bio je Radohovo.

#### Maternji jezik
| Popisno područje | Srba i Hrvata | Rusina | Ukupno |
| Prisočka         | 683           | –      | 683    |
| Radohovo*        | 314           | 2      | 316    |
| Ukupno           | 997           | 2      | 999    |

### Popis 1910.
| Prisočka           |             |            |               |        |
| Naselje↓/Religija→ | Pravoslavci | Muslimani. | Rimo-katolici | Ukupno |
| Crijepovi          | –           | 223        | –             | 223    |
| Kerle              | –           | 66         | –             | 66     |
| Palivuk            | –           | 92         | –             | 92     |
| Prisočka           | –           | 220        | –             | 220    |
| Šiprage            | –           | 155        | 4             | 159    |
| Ukupno             | –           | 756        | 4             | 760    |

| Radohovo           |             |            |               |        |
| Naselje↓/Religija→ | Pravoslavci | Muslimani. | Rimo-katolici | Ukupno |
| Demići             | –           | 110        | –             | 110    |
| Dunići             | –           | 53         | –             | 53     |
| Gigovići           | –           | 33         | –             | 33     |
| Radohovo           | 1           | 146        | –             | 147    |
| Ukupno             | 1           | 342        | –             | 343    |

### Popis 1895.
| Područje Šipraga   |             |                              |        |
| Naselje↓/Religija→ | Muhamedovci | Istočno-pravoslavni hrišćani | Ukupno |
| Burča              | –           | 70                           | 70     |
| Crepovi            | 209         | –                            | 209    |
| Ćorkovići          | –           | 128                          | 128    |
| Denić*             | 91          | –                            | 91     |
| Dunić*             | 62          | –                            | 62     |
| Gigovići           | 9           | –                            | 9      |
| Kerle              | 57          | –                            | 57     |
| Palivuk            | 103         | –                            | 103    |
| Prisočka           | 182         | –                            | 182    |
| Radohovo           | 146         | –                            | 146    |
| Selačka            | –           | 150                          | 150    |
| Stopani            | 131         | –                            | 131    |
| Šiprage            | 88          | –                            | 88     |
| Ukupno             | 1.078       | 348                          | 1.426  |

- Demići i Dunići

### Popis 1885.
| Područje Šipraga   |             |           |        |
| Naselje↓/Religija→ | Pravoslavci | Muslimani | Ukupno |
| Čripovi*           | 170         |           | 170    |
| Demići             | 103         | –         | 103    |
| Dunići             | 63          | –         | 63     |
| Palivuk            | 105         | –         | 105    |
| Prisočka           | 195         | –         | 195    |
| Radohovo           | 351         | –         | 351    |
| Stopan             | 311         | –         | 311    |
| Šiprage+Selačka    | 137         | 140       | 277    |
| Ukupno             | 1435        | 140       | 1575   |

- Današnje selo Crepovi.

### Popis 1879.
| Područje Šipraga   |             |                 |        |
| Naselje↓/Religija→ | Muhamedanci | Grko-iztočnjaci | Ukupno |
| Burča              | –           | 70              | 70     |
| Cripova*           | 151         | –               | 151    |
| Ćorković           | –           | 108             | 108    |
| Denić              | 91          | –               | 91     |
| Dunić              | 62          | –               | 62     |
| Kerle              | 63          | –               | 63     |
| Palivuk            | 103         | –               | 103    |
| Prisočka           | 182         | –               | 182    |
| Radohovo           | 146         | –               | 146    |
| Selačka            | –           | 150             | 150    |
| Stopan             | 122         | –               | 122    |
| Šiprage            | 64          | –               | 64     |
| Ukupno             | 984         | 328             | 1.312  |

- Današnje selo Crepovi.

### Stanovništvo po općinama bivšeg Sreza Kotor Varoš, 1953.
| Popisno područje | Ukupno | Srbi  | Hrvati | Slovenci | Makedonci | Crnogorci | Jugoslaveni neopredijeljeni | Česi | Poljaci | Rusini – Ukrajinci | Ostali Slaveni | Ostali nesloveni |
| SREZ KOTOR VAROŠ | 37898  | 25008 | 6485   | 4        | 4         | 10        | 6375                        | 2    | –       | 2                  | –              | 8                |
| Kotor Varoš      | 4715   | 805   | 2640   | 2        | 3         | 6         | 1253                        | 1    | –       | 1                  | –              | 4                |
| Maslovare        | 4574   | 3966  | 8      | –        | –         | –         | 600                         | –    | –       | –                  | –              | –                |
| Previle          | 4576   | 3537  | 696    | –        | –         | –         | 342                         | –    | –       | –                  | –              | 1                |
| Skender Vakuf    | 7100   | 6566  | 16     | –        | –         | –         | 518                         | –    | –       | –                  | –              | –                |
| Šiprage          | 7746   | 6036  | 24     | 1        | 1         | –         | 1682                        | –    | –       | –                  | –              | 2                |
| Vrbanjci         | 4919   | 1678  | 1728   | 1        | –         | 4         | 1505                        | 1    | –       | 1                  | –              | 1                |
| Zabrđe           | 4268   | 2420  | 1373   | –        | –         | –         | 475                         | –    | –       | –                  | –              | –                |

## Poznate osobe

### Utemeljitelji današnjeg naselja
Naselje Šiprage utemeljila je porodica Šipraga, koja je tu doselila prije nekoliko stoljeća, negdje iz Pougarja. Najpoznatiji među njims bili su Omer Šipraga, stariji i Omer Šipraga, mlađi.

Omer Šipraga, mlađi (Šiprage, 7. siječnja 1926.  –  Šiprage, 7. travnja 2012.) bio je prvoborac, uz brata Mustafu, jedan od prvih lokalnih ustanika u Drugom svjetskom ratu. Mustafa je poginuo u borbama za Kotor-Varoš, 1943. godine (dobitnik Spomenice 1941.).
Omer mlađi, u zavičaju poznat kao Poglavica, rođen je u begovskoj porodici Muje Šiprage, direktnog potomka jednog od osnivača lokalnog naselja, danas Mjesne zajednice Šiprage. Odgajan u slobodarskoj sredini, već u mladosti se zalagao za pružanje otpora nasilju žandarmerije u Kraljevini Jugoslavije. Odmah nakon formiranja prve lokalne partizanske postrojbe pod nazivom Četa sa Djevojačke ravni, poznata i kao Imljanska četa i Šipraška četa, iako maloljetnik, uključuje se u njene redove i ispoljava zapaženu hrabrost. To ga preporučuje za ideološko usmjeravanje i uključivanje u SKOJ. Najprije je pohađao tečaj za mlade pristupnike, da bi, 1942., bio izabran za tajnika organizacije SKOJ-a za Općinu Šiprage.
Također nije poznato da li su preci drugog ogranka porodice Šipraga, nasilno ili svojevoljno, doselili u vitovljansko selo Delići. Zna se, međutim da su, nakon Rata u Bosni i Hercegovini, preselili u novo naselje Vitovlja.